# Catena di Lagorai
Catena di Lagorai este o arie protejată (arie specială de conservare — SAC, sit de importanță comunitară — SCI) din Italia întinsă pe o suprafață de 2.855 ha, integral pe uscat.

## Localizare
Centrul sitului Catena di Lagorai este situat la coordonatele 46°13′09″N 11°33′00″E / 46.219167°N 11.55°E.

## Înființare
Situl Catena di Lagorai a fost declarat sit de importanță comunitară în iunie 1995 pentru a proteja 22 de specii de animale. Situl a fost protejat și ca arie specială de conservare în martie 2014.

## Biodiversitate
Situată în ecoregiunea alpină, aria protejată conține 11 habitate naturale: Roci stâncoase cu vegetație pionieră de Sedo-Scleranthion sau Sedo albi-Veronicion dillenii, Grohotișuri silicioase de la nivelul montan până la nivelul zăpezii (Androsacetalia alpinae și Galeopsietalia ladani), Mlaștini turboase de tranziție și turbării mișcătoare, Pajiști alpine și boreale, Ape stătătoare oligotrofe până la mezotrofe, cu vegetație de Littorelletea uniflorae și/sau de Isoëto-Nanojuncetea, Pajiști boreale și alpine pe substrat silicios, Pante stâncoase silicioase cu vegetație casmofită, Păduri alpine de Larix decidua și/sau Pinus cembra, Păduri acidofile de Picea de la nivel montan la nivel alpin (Vaccinio-Piceetea), Formațiuni ierboase bogate în specii de Nardus, dezvoltate pe substraturi silicioase în zone montane (și în zone submontane, în Europa continentală), Liziere de ierburi înalte hidrofile de câmpie și de nivel montan până la alpin.
La baza desemnării sitului se află mai multe specii protejate de  păsări (22): uliu porumbar (Accipiter gentilis), uliu păsărar (Accipiter nisus), minunița (Aegolius funereus), potârnichea de stâncă (Alectoris graeca saxatilis), fâsă de pădure (Anthus spinoletta), fâsă de pădure (Anthus trivialis), acvilă de munte (Aquila chrysaetos), cocoșul de mesteacăn (Bonasa bonasia), ciocănitoare neagră (Dryocopus martius), ciuvică (Glaucidium passerinum), Lagopus muta helvetica, Lyrurus tetrix tetrix, cinghiță alpină (Montifringilla nivalis), alunar (Nucifraga caryocatactes), pietrar sur (Oenanthe oenanthe), viespar (Pernis apivorus), pitulice sfârâitoare (Phylloscopus sibilatrix), ciocănitoare de munte (Picoides tridactylus), ciocănitoare verzuie (Picus canus), silvie-mică (Sylvia curruca),  cocoș de munte (Tetrao urogallus), fluturașul de stâncă (Tichodroma muraria)
Pe lângă speciile protejate, pe teritoriul sitului au mai fost identificate 26 de specii de plante, 4 specii de amfibieni, 10 specii de mamifere, 1 specie de nevertebrate, 3 specii de pești, 6 specii de reptile.